# جهنده‌ماهی عنبر
جهنده‌ماهی عنبر (نام علمی: Percina antesella) نام یک گونه از سرده جهنده‌ماهی‌های شکم‌زبر است.